# Hemerobius longicornis
Hemerobius longicornis is een insect uit de familie van de bruine gaasvliegen (Hemerobiidae), die tot de orde netvleugeligen (Neuroptera) behoort. 
Hemerobius longicornis is voor het eerst wetenschappelijk beschreven door Müller in 1776.